# Оборин
Оборин (слч. Oborín) насељено је мјесто са административним статусом сеоске општине (слч. obec) у округу Михаловце, у Кошичком крају, Словачка Република.

## Становништво
| Година:    | 1994. | 2004.   | 2014.   | 2024.   |
| ---------- | ----- | ------- | ------- | ------- |
| Број људи: | 657   | 710     | 728     | 687     |
| Разлика:   |       | +8,06 % | +2,53 % | -5,63 % |

| Година:    | 2023. | 2024.   |
| ---------- | ----- | ------- |
| Број људи: | 676   | 687     |
| Разлика:   |       | +1,62 % |

Према подацима о броју становника из 2011. године насеље је имало 712 становника.